# Irena Aleksaitė (tłumacz)
Irena Aleksaitė (ur. 1 stycznia 1952 w Wilnie) – tłumaczka na język litewski z polskiego i rosyjskiego.

## Życiorys
Ukończyła w 1983 roku Moskiewski Instytut Literatury im. Gorkiego. Następnie pracowała jako redaktor w Komitecie Prasowym, wydawnictwie Vyturys i innych. Od 2007 nie pracuje zawodowo, zajmując się tłumaczeniami. Przetłumaczyła ponad 60 książek, 30 filmów, artykuły, sztuki teatralne i inne.
W 2006 roku otrzymała dofinansowanie w ramach Programu Translatorskiego ©POLAND na tłumaczenie książki Doroty Terakowskiej Córka czarownic (Raganų duktė), która została wydana przez wydawnictwo Gimtasis Zodis. W 2013 roku była koordynatorką projektu Rok Literatury Polskiej na Litwie. W jego ramach litewscy czytelnicy wybrali najbardziej popularną polską powieść przetłumaczoną na język litewski spośród 24 książek wytypowanych przez Litewską Bibliotekę Narodową im. Martynasa Mažvydasa, zorganizowano Międzynarodowe Targi Książki w Wilnie i spotkania.

## Tłumaczenia Gombrowicza
Irena Aleksaitė według Teresy Daleckiej ma „monopol na przekłady tekstów tego autora”. Tłumaczenie książek Gombrowicza nie jest łatwe, jednak litewska tłumaczka „opanowała (..) malowniczość określeń Gombrowiczowskich”, a w przekładach „udało się (jej) uchwycić ironię Gombrowiczowską”. Aleksaitė w wydanych tłumaczeniach Gombrowicza wykorzystała dzięki odwołaniu się do zasobów litewskiego folkloru „możliwości słowotwórcze języka litewskiego”.

## Tłumaczenia literatury polskiej

### Przetłumaczone utwory Gombrowicza[4]
- 1996 – Pornografia
- 1999 – trzy tomy Dziennika
- 2004 – Ferdydurke
- 2008 – Kosmos
- 2009 – Transatlantyk

### Inne
- Rodziewiczówna M. Dewajtis (Dievaitis)(1993), Między ustami a brzegiem pucharu (Plevėsos meilė) (1994), Macierz (Moteris) (1995)[1]
- Alex J. Powiem Wam jak zginął (Tikrai jį nužudžiau) (1994)[1]
- Kraszewski J.I. Lalki (Lėlės) (1994), Czarna perełka (Juodasis perliukas) (1996), Ada (2010)[1]
- Dołęga-Mostowicz T. Złota maska. Wysokie progi (Aukštieji slenksčiai) (1998)[1]
- Konwicki T. Mała apokalipsa (Mažoji apokalipsė) (2001)[1]
- Terakowska D. Córka Czarownic (Raganų duktė) (2006), Tam gdzie spadają Anioły (Ten, kur krenta angelai) (2007), Ono (Belytis) (2007)[1]
- Nowak K. T. Moja mama czarownica (Mano mama – ragana) (2008)[1]
- Witkiewicz M. Opowieść niewiernej (Neištikimosios istorija) (2016)[1]

## Nagrody
- 2012 – nagroda św. Hieronima[5]
- 2018 – nagroda tłumacza roku na Litwie za przekład książki Witolda Gombrowicza „Wspomnienia polskie"[6] przyznawana przez Litewskie Centrum PEN wraz z Ministerstwem Kultury Republiki Litewskiej[7]

## Odznaczenia
- w styczniu 2019 roku za rozwijanie współpracy kulturalnej polsko-litewskiej i popularyzowanie literatury polskiej została odznaczona Krzyżem Kawalerskim Orderu Zasługi RP[8]